# 千里眼

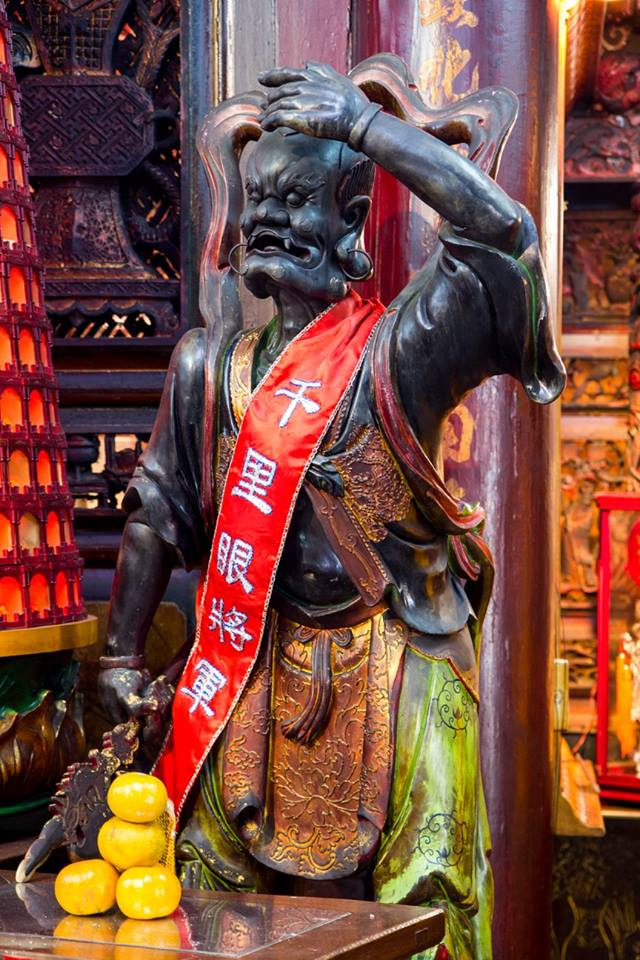
三郊營仔脚朝興宮溫陵廟 千里眼 神像

千里眼，表意指「可以看見千里以外事物的眼睛」。在中文語境中，千里眼也常被用於形容視力好的人。
於現代可以分為幾個解釋：
1. 著名海神媽祖的部將之一，以其無遠弗屆的視力，為媽祖偵察世上一切，另一位名喚順風耳。
2. 中國四大名著之一《西遊記》中所記載過的的一位天庭神祇，與順風耳齊名。
3. 中國名著神魔小說《封神演義》中也曾提到軒轅廟裡奉祀千里眼與順風耳二位。
4. 中國民間故事《十兄弟》中十位各自擁有特異功能的兄弟中，大兄的外號。
5. 佛教神通的一種，名為「天眼通」
6. 特異功能中常見的一種，能力擁有者可以看見遠距離及被不透光物質阻隔的事物。

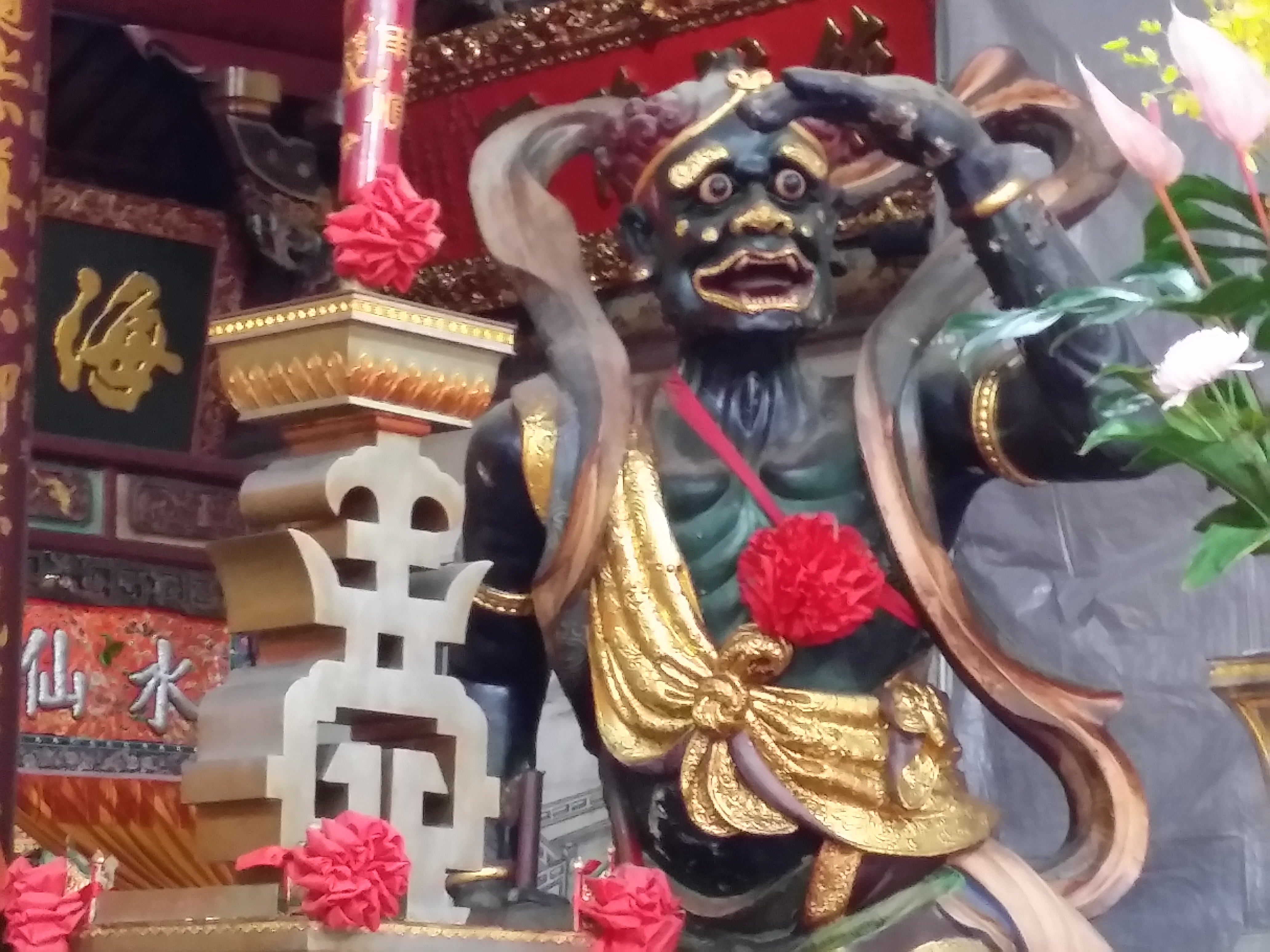
台南大天后宮千里眼 神像

## 金精將軍
在民間的神話傳說中，替媽祖察聽世情的兩大駕前護衛神分別為左手持月眉斧頭，右手舉至額前做遠視狀的千里眼（又稱金精將軍）以及右手持方天畫戟，左手舉至側耳作聽音狀的順風耳（又稱水精將軍）。

## 造型
各個地區不同的千里眼塑像與造型如下

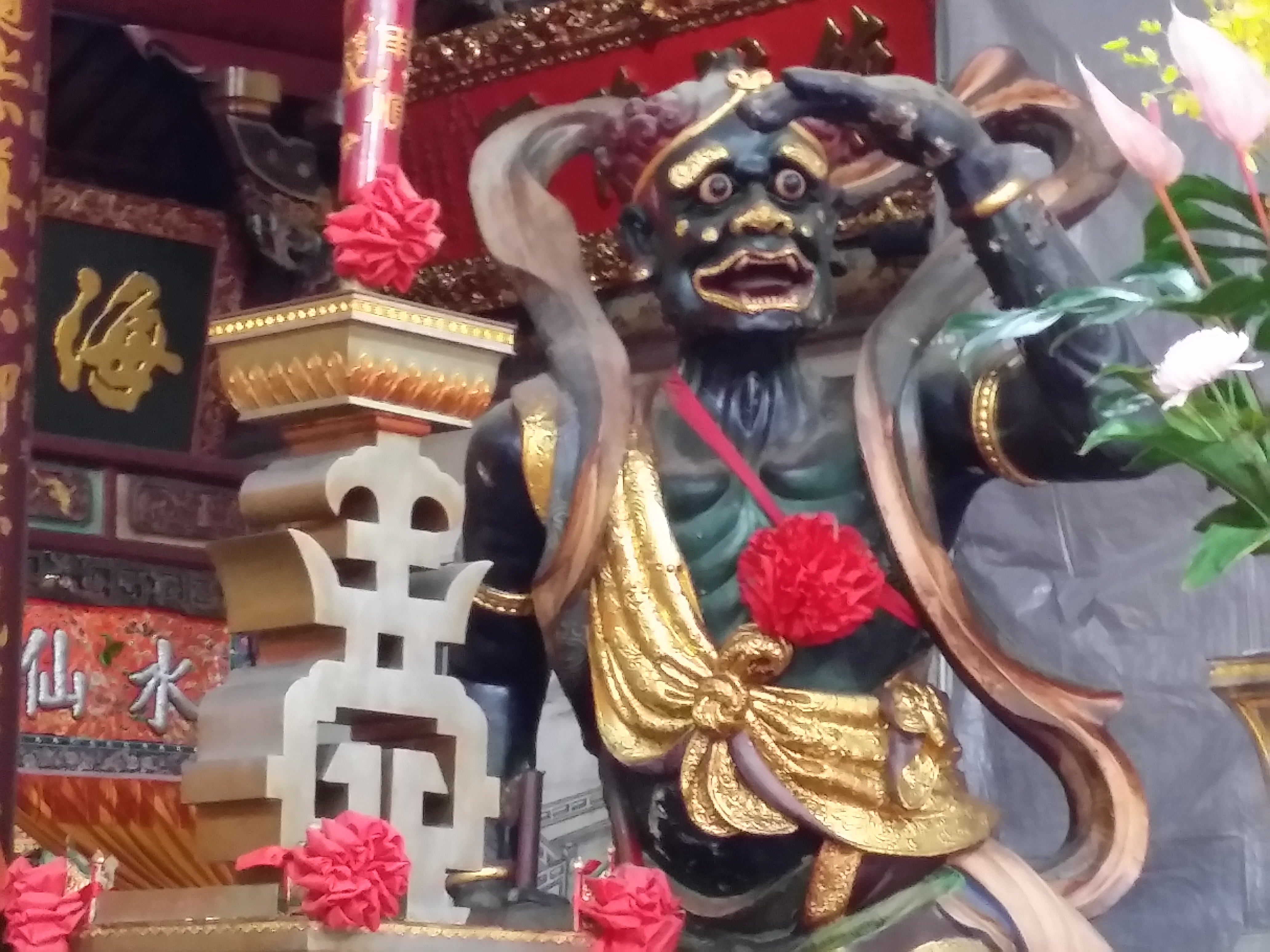
台南 大天后宮  千里眼  神像
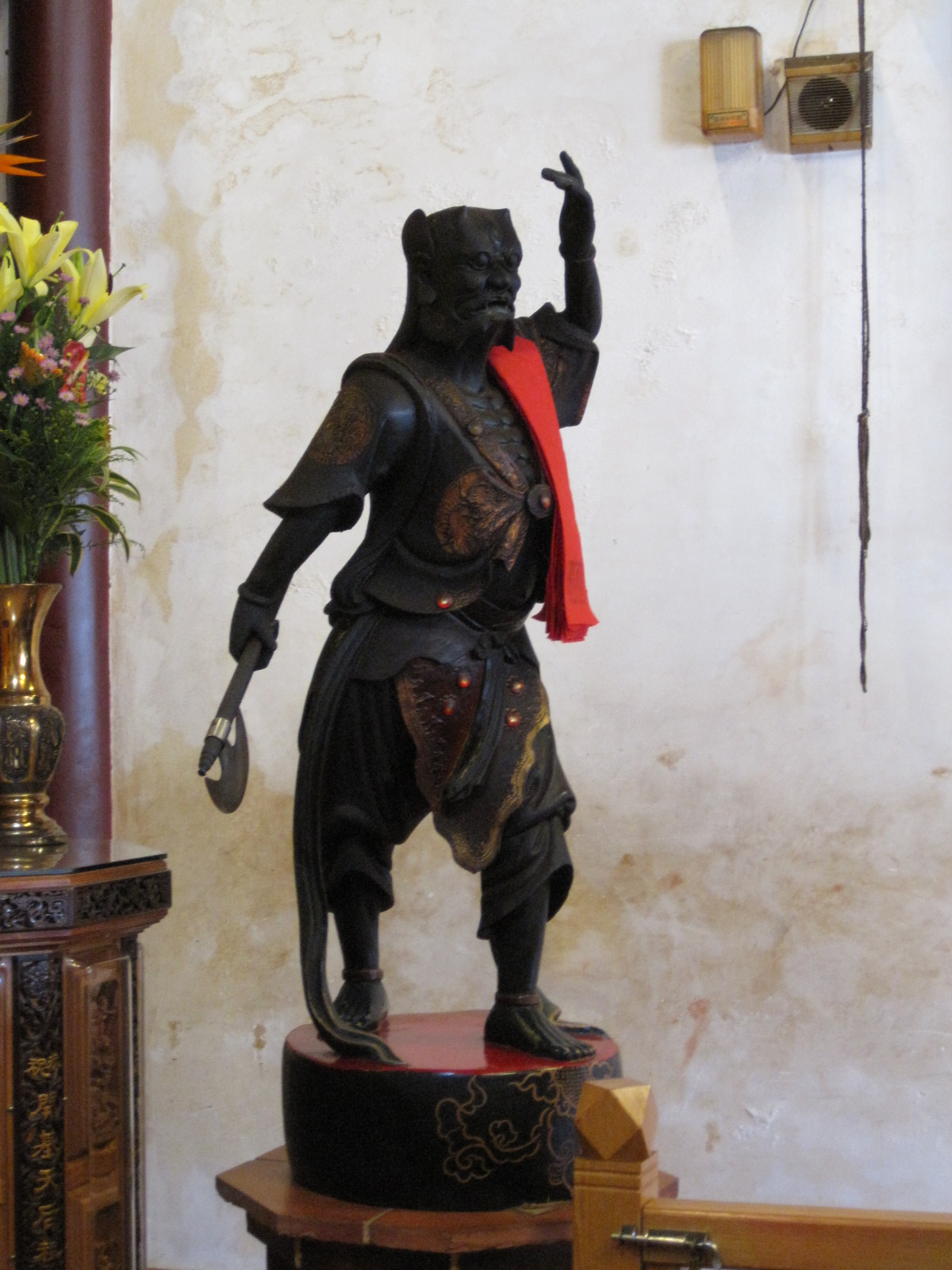
台南 開基天后宮  千里眼  神像
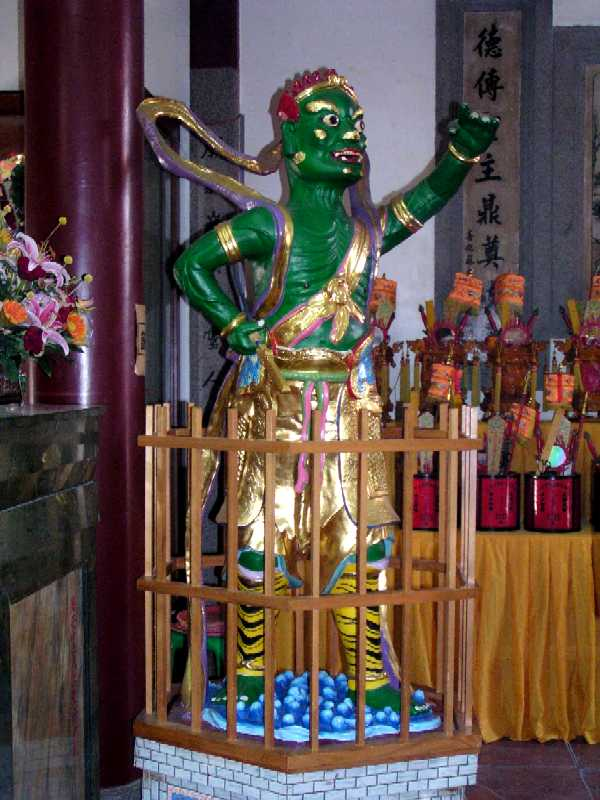
台灣善化慶安宮千里眼
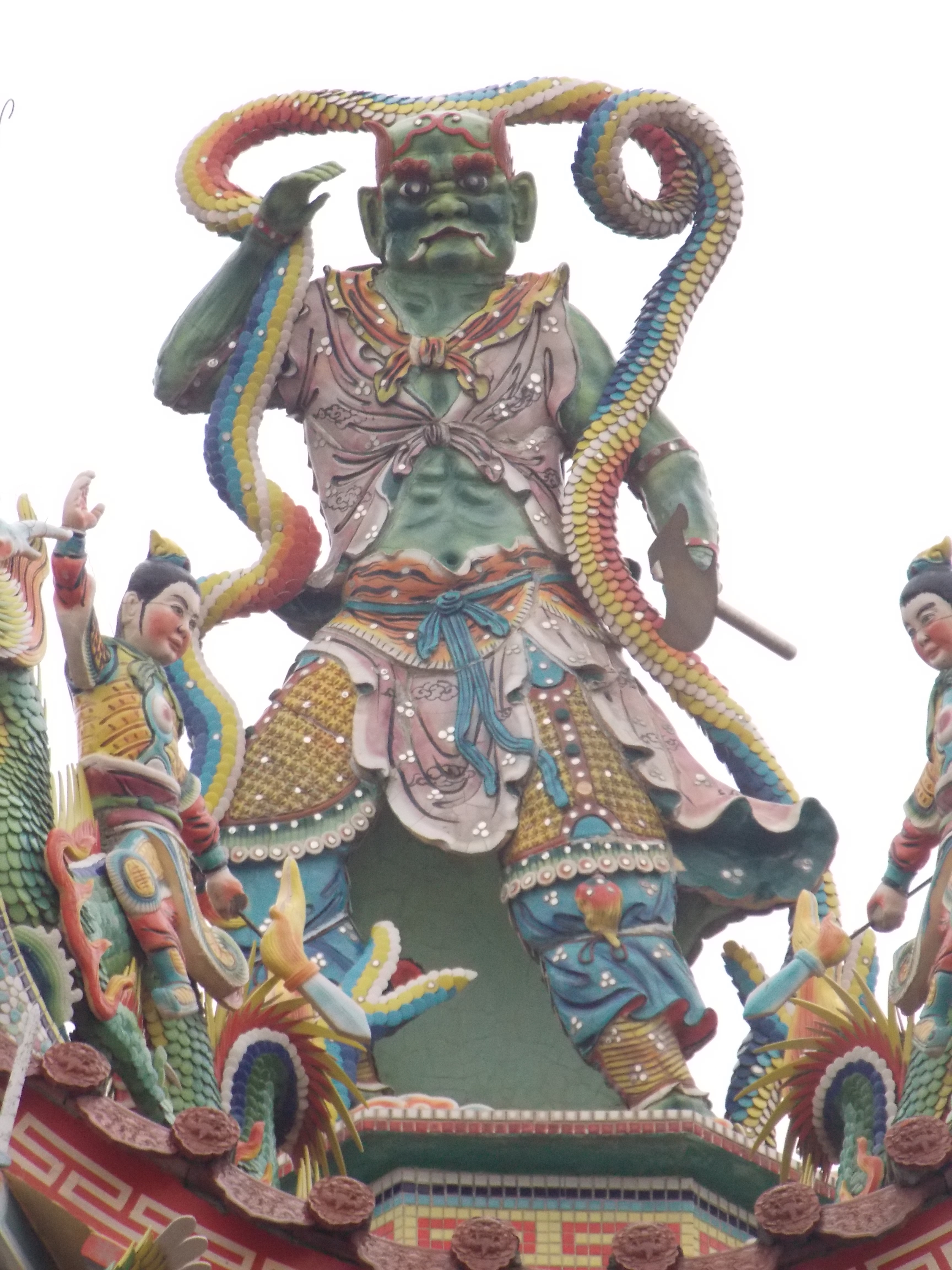
三股龍德宮鳳鼓樓頂的 千里眼將軍

## 能力
千里眼這能力被應用於不少作品的人物中，當中例子有：
- 美國漫畫英雄人物「超人」擁有的X光視覺能夠以平常的視覺方式看穿不透光物質。
- 港產電影《賭俠》中，星仔（周星馳飾）曾經使出「天眼通」（高音）直接在眼前觀看遠方景象。目標可以被選擇，唯需要集中精神想著有關的事物。

广西神武灵功据称可以开出天眼通，传承人为柳州韦师父，南宁覃师父
這個現象又與預先感知或既視感類似。

## 南游记
在《南游记》，又名《五显灵官大帝华光天王传》中，千里眼是和白虎精、顺风耳一起被华光收服的妖。